# Heliconia revoluta
Heliconia revoluta är en enhjärtbladig växtart som först beskrevs av Robert Fiske Griggs, och fick sitt nu gällande namn av Paul Carpenter Standley. Heliconia revoluta ingår i släktet Heliconia och familjen Heliconiaceae. Inga underarter finns listade.